# Cogedera

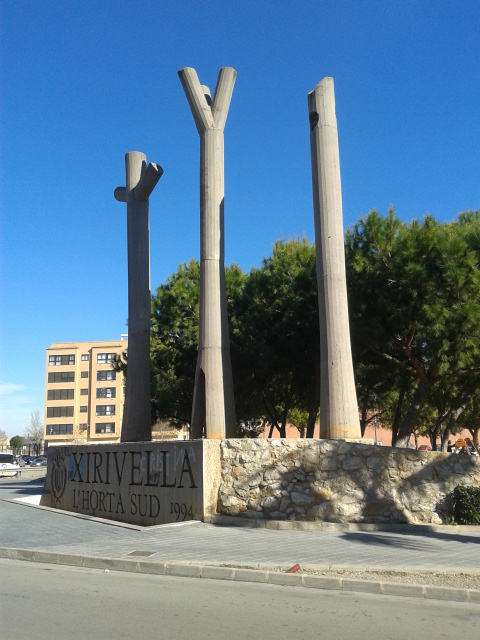
Monumento al cogedero (centro)

Una cogedera o cogedero, es una herramienta agrícola manual para cosechar higos, melocotones.
Consiste en una caña que presenta un extremo rajado que se mantiene abierto mediante una piedra o un corcho formando un recipiente para recoger higos y brevas de las ramas altas haciéndola girar sobre su eje.

## Tipos
Hay una versión un poco más perfeccionada, hecha de una lámina de hierro en forma de embudo invertido con un mango; la parte superior, de mayor diámetro, es recortada en dientes de sierra para poder, desde el suelo , romper el rabo de los higos simplemente accionando su mango, hecho de una caña o de una pértiga de madera.
Se trata de una utilización curiosa y minoritaria de la caña, que sin tener que subir a lo alto del árbol, permite cosechar muchos de los frutos que crecen en la parte exterior de las ramas a una altura que los hace inaccesibles, ya que las higueras son árboles de un tamaño considerable..

## Fabricación
De una caña pelada y gruesa se corta la cabeza a unos 10 o 12 cm del último nudo. Este extremo se abre en 6 u 8 partes iguales. Se puede utilizar la hoz o una chaira para cortar con cuidado, se hace abrir la caña con una piedra más gruesa que el agujero de la caña misma, introduciéndola a la fuerza. La piedra con que se abre la caña se deja dentro (o se le mete una si ha sido cortada con una hoz) para que la caña mantenga sus "dedos" abiertos. También hay que atar bien los dedos abiertos de la caña con la piedra dentro para que no se abran más y no cedan cuando se cogen los frutos. .